# 朱塞佩·普列
朱塞佩·普列（義大利語：Giuseppe Pulie，1964年12月26日—），意大利男子越野滑雪运动员。他曾代表意大利参加1992年冬季奥林匹克运动会越野滑雪比赛，获得男子4×10公里接力银牌。